# Żyła pachowa

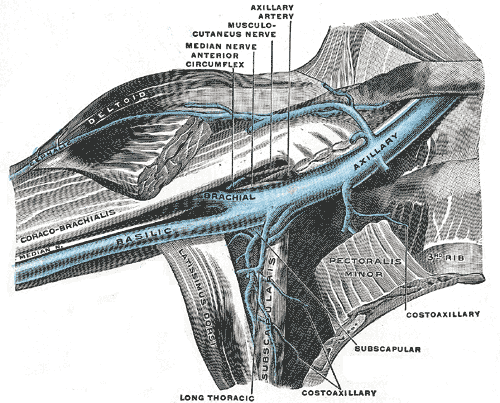
Układ żylny jamy pachowej. Żyła pachowa podpisana axillary.

Żyła pachowa (łac. vena axillaris) – w anatomii człowieka pień żylny przebiegający w jamie pachowej wraz z  tętnicą pachową; zasadnicza droga odpływu krwi z kończyny górnej. 
Żyła rozpoczyna się na poziomie brzegu dolnego ścięgna mięśnia piersiowego większego (alternatywnie: brzegu dolnego mięśnia obłego większego) z połączenia żyły odłokciowej z żyłą lub żyłami ramiennymi. Wstępuje aż do brzegu pierwszego żebra, gdzie przechodzi bez wyraźnej granicy w żyłę podobojczykową. Przy swym ujściu łączy się z żyłą odpromieniową; reszta dopływów odpowiada gałęziom tętnicy.
Żyła leży przyśrodkowo w stosunku do tętnicy pachowej, na którą częściowo zachodzi. Między nimi przebiegają: nerw piersiowy przyśrodkowy oraz pęczek przyśrodkowy splotu ramiennego z nerwem łokciowym i nerwem skórnym przyśrodkowym przedramienia (które z niego powstają). Nerw skórny przyśrodkowy ramienia jest położony przyśrodkowo od żyły, grupa boczna węzłów chłonnych pachowych bardziej z tyłu. Żyła posiada zastawki przeważnie usytuowane przy ujściach jej ważniejszych dopływów.

## Znaczenie kliniczne
Przekrojona poprzecznie żyła zieje wskutek promienistego przebiegu włókien przytwierdzających jej błonę zewnętrzną do otoczenia. Sposób umocowania do obojczyka umożliwia tworzenie się zatorów powietrznych przy większych zranieniach.
Samorzutna zakrzepica żyły pachowej może być wynikiem nadmiernych, nienaturalnych ruchów kończyny w stawie ramiennym.